# Czechowiec
Czechowiec – wieś w Polsce położona w województwie łódzkim, w powiecie radomszczańskim, w gminie Żytno.
| SIMC    | Nazwa   | Rodzaj     |
| ------- | ------- | ---------- |
| 1041024 | Klaryny | przysiółek |

W latach 1975–1998 miejscowość administracyjnie należała do województwa częstochowskiego.